# Vlădești (Argeș, Rumunjska)
Vlădești je općina u županiji Argeș u Rumunjskoj. U općinu spadaju četiri sela: Coteasca, Drăghescu, Putina and Vlădești.